# 琉球似煙管蝸
琉球似煙管蝸（学名：Luchuena luchuana）是柄眼目似烟管蜗牛科琉球似烟管蜗牛属下的一种。

## 形態描述
本物種在形態上與臺灣似煙管蝸非常相似，就只在螺軸上分別:100。這兩種螺殼同樣呈紡錘形，亦是卡其色至咖啡色，也有較淺色的火焰斑紋，但螺軸垂直，而非斜行:100，而其個體亦一般比較細小。

## 分佈與棲息地
本物種標本的模式產地在琉球，但其實本物種分佈於台灣島全島中低海拔山區:100（主要在東部和南部）。
栖息於树上:100。

## 外部連結
- 維基物種上的相關：琉球似煙管蝸